# Laser (bateau)
Pour les articles homonymes, voir Laser (homonymie).
Le Laser est une classe de dériveur monotype très populaire. C'est un solitaire, c’est-à-dire qu'une seule personne peut monter à bord pour barrer et régler la voile. La conception de Bruce Kirby met l'accent sur la simplicité et la performance.
Il est devenu un des dériveurs les plus répandus dans le monde, avec plus de 200 000 unités construites au début de 2011. Son succès réside dans sa simplicité, sa robustesse et dans son adoption par les régatiers qui apprécient sa stricte monotypie : tous les concurrents utilisent coque et gréement fournis par un seul constructeur, seules des modifications mineures explicitement autorisées dans la jauge sont permises.
À ses débuts, le Laser était un bateau économique et simplifié à l'extrême, et sa production dans l'usine de Waterford en Irlande, avec des coûts de main-d'œuvre réduits, permettait un coût extrêmement bas (moins de 5 000 F français prix public) en 1976. De nos jours, et même s'il reste le moins cher des dériveurs de régate, le prix a considérablement augmenté (nettement plus vite que l'inflation, 6 000 € pour un bateau neuf en 2011, ce qui reflète l'augmentation des marges par bateau jointe au ralentissement du chiffre de la production annuelle). En 2018, il est vendu autour de 7 000 €.
Malgré cela le Laser reste un bateau populaire et relativement accessible, nettement plus abordable techniquement et financièrement, que les dériveurs extrêmes type skiff tels que le Musto Skiff ou le RS 600. La série a vu éclore une véritable pépinière de champions qui se sont affûtés à armes égales sur Laser et ont essaimé dans d'autres séries olympiques (Finn, FD, Tornado et Star) mais aussi à la Coupe de l'America.

## Historique
Tout a débuté par un coup de fil entre deux Canadiens Ian Bruce, un industriel et régatier, et Bruce Kirby, régatier, journaliste pour des revues nautiques et architecte naval. Ian Bruce souhaitait discuter de la faisabilité d'un dériveur, facile à transporter sur le toit d'une voiture, pour l'intégrer à la ligne d'équipements de camping qu'il développait. Bruce Kirby imagina ainsi ce dériveur qui ne fut pas mis en production et en conserva les plans jusqu'en 1970 lorsque la revue One Design and Offshore Yachtsman annonça l'organisation d'une course nommée Americas Teacup pour bateaux de régate coûtant moins de 1 000 $.

## Un succès foudroyant, planétaire et durable

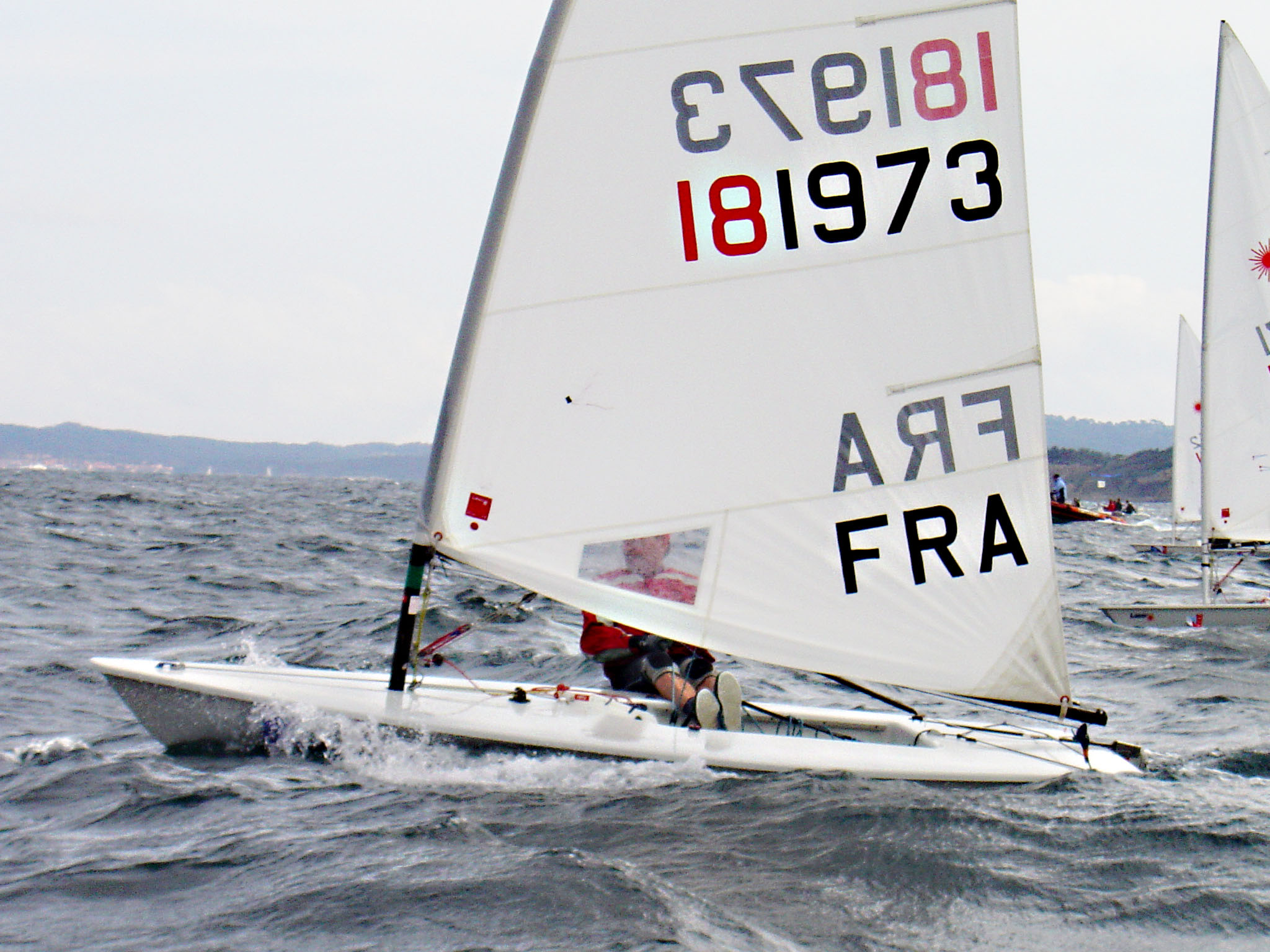
Laser standard naviguant « au près »

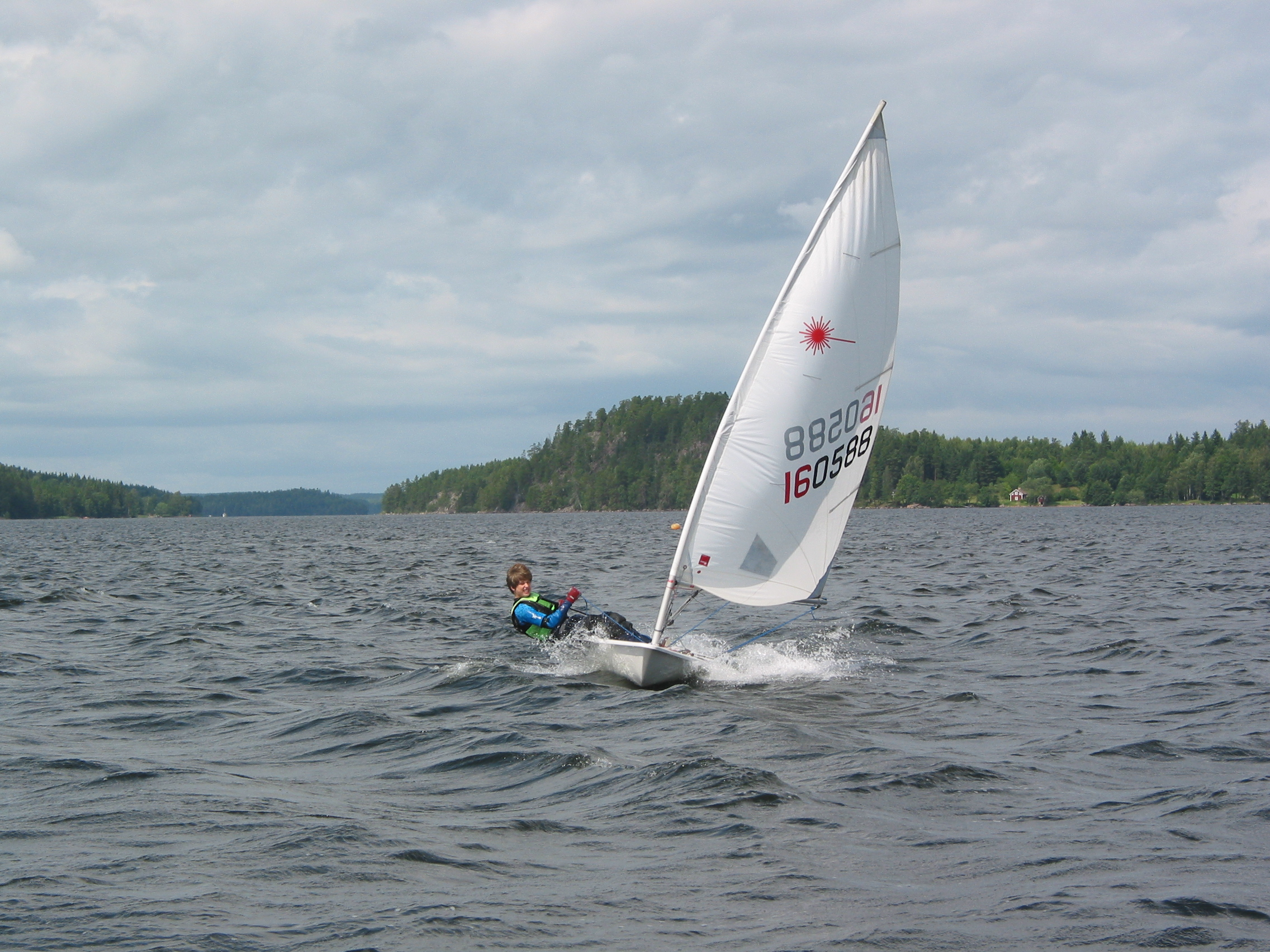
Laser radial naviguant « au largue »

La diffusion du Laser fut aidée par son extrême simplicité (certains barreurs étaient las de la sophistication et de la « course à l'armement » dans d'autres séries de dériveurs) son prix très bas (au début des années 1970) sa légèreté et son mât en 2 parties qui permettaient de le transporter aisément sur un toit de voiture.
Sa robustesse et sa simplicité le firent également apprécier des acheteurs « institutionnels » tels que clubs, écoles de voiles, organismes de tourisme comme le Club Méditerranée ; sur ce marché le Laser supplanta le Sunfish, tout comme il avait évincé la Yole OK auprès des amateurs de compétition.
Le premier championnat du Monde a été organisé aux Bermudes en 1974 avec 108 participants venus de 24 pays. Il fut remporté par Peter Commette. Le développement du Laser a été tel que plusieurs usines à travers le monde fabriquent le Laser sous licence. La société constructrice Performance Sailcraft tenta de diversifier ses produits sous la marque Laser dans divers domaines : planche à voile, skiffs tels que Laser 4000, 5000, EPS. Elle obtint ses plus grands succès en proposant petit à petit de nouvelles déclinaisons du gréement du Laser : le Laser Radial avec une voile de 5,7 m2  au milieu des années 1980 et plus tard le Laser 4.7 avec une voile de 4,7 m2  à la fin des années 1990. Le Laser avec son gréement d'origine est ainsi souvent appelé Laser Standard. Ces trois déclinaisons destinées à satisfaire tous les barreurs (et barreuses) quel que soit leur poids ne diffèrent que par deux points : la surface de la voile et la partie basse du mât (formé de deux tubes emboîtés), on peut donc passer d'une version à l'autre à peu de frais, ce qui satisfait les familles, les écoles de voile et les centres d'entraînement.
Les champions de Laser les plus connus sont Robert Scheidt, 8 fois champion du monde, et Glenn Bourke, 3 fois champion du monde ainsi que Ben Ainslie, champion Olympique en Finn, série similaire au Laser, et développeur de nombreuses techniques particulières de manœuvres qui ont déjà fait le tour du Monde.
Le succès populaire et sportif du Laser a été tel que le Laser Standard est devenu discipline olympique masculine en 1996 et le Laser Radial, discipline olympique féminine pour les Jeux olympiques d'été de 2008 à Pékin.

## Transport par "Car-topping"
Comme le Topper, le Laser a été dessiné dès l'origine pour être transporté sur un toit de voiture (même modeste), son poids assez faible et son mât en deux parties permettent ce procédé (Car-Topping en anglais) en utilisant simplement deux barres de toit rembourrées et un bon arrimage, la forme très fuselée de la coque n'étant pas pénalisante en termes d'aérodynamique et de consommation (du moins jusqu'à 120 km/h).
Le Car topping permet de s'affranchir des contraintes liées à une remorque routière : encombrement et stockage, coût élevé, salissure de la coque par les projections de boue et les fumées d'échappement, usure des pneus et des roulements, soucis avec la plaque électrique, limitation à 80 km/h sur les autoroutes allemandes.
Les laséristes les plus mordus stockent leur bateau au plafond du garage, à l'envers, sur un système de barres et de poulies accrochées au plafond, et peuvent ainsi se mettre en route en moins de cinq minutes, ils emportent un chariot de plage dit « mise à l’eau », démontable et léger, pour manutentionner leur embarcation sur les cales des ports ou sur les plages.
Deux personnes en bonne forme physique suffisent à mettre un Laser sur la galerie de la voiture après l'avoir retourné.

## Allures, stratégie et réglages
Le laser solo dispose de 7 réglages principaux : l'écoute, le hale-bas, le cunningham, la dérive, la bordure, la patte d'oie. Les effets de ces différents réglages sont détaillés dans l'article Effort sur une voile. Toutes les allures sont pratiquées en laser solo : du près au vent arrière. Contrairement à certains autres dériveurs qui pratiquent le gain sous le vent, une route directe est en général privilégiée au vu des courbes polaires de vitesse du Laser. Un entrainement physique est nécessaire à la pratique du laser en compétition car les muscles antagonistes sont très sollicités par la pratique du rappel. Par ailleurs une souplesse physique importante est nécessaire pour accéder aux réglages tout en conservant une partie de son corps à l'extérieur du bateau.

### Réglage de la bordure
La bordure ne devrait pas être relâchée au-delà d'une « main ». Cette limite franchie, le gain en puissance apporté par la courbure de la bordure est compensé par la perte de surface de la voile. Au près, les profils creux, plus puissants, confèrent de la vitesse au laser mais font dériver le bateau. Ils ont l'avantage d'être plus tolérants aux variations d'angles d'incidence. Les profils plus fins décrochent plus rapidement, sont moins puissants, mais permettent un meilleur cap en limitant la dérive. Des différences notables de réglages de bordure sont observés en compétition,. Les conditions de mer (force de vent, houle...) et l'état physique du barreur influent dans le choix du type de profil,. Si la mer est agitée, un profil plus creux est adopté car de la puissance est nécessaire pour « passer » les vagues. Par ailleurs, il faut une grande tolérance pour supporter les variations d'angles induites par le clapot. Si la mer est plate, on privilégie des profils moins creux, globalement plus performants car ils permettent un meilleur cap.

### Réglage du hâle-bas
Le réglage de hâle-bas du laser ne diffère pas vraiment d'un réglage classique. On note que le hâle-bas peut être choqué lors de départs face au vent. Le palan à six poulies de hâle-bas permet au barreur de le régler d'une main jusqu'à force 5. Si non il l'attrape à deux mains et tire en poussant avec ses talons sur le bord du cockpit.

### Réglage du Cunningham
Le Cunningham peut être très fortement pris par gros temps. Jusqu'à cintrer le mât. Il est monté avec un palan 2 poulies. Il se règle à une main.

### Réglage de la dérive
Le laser est équipé d'une dérive sabre,. Le barreur relève sa dérive par allures de largue, grand largue ou vent arrière. Par petit temps de 20 cm et seulement 5 cm par gros temps.

### Tactique de régate
Bateau relativement lent (même si son faible franc-bord et la position de rappel procurent de grandes impressions de vitesse), le Laser est  extrêmement maniable et la monotypie très stricte limite beaucoup les différences de vitesse. L'utilisation de techniques dynamiques (comme le virement-bascule) permettent de ne pas perdre de terrain au cours des manœuvres, voire d'en gagner. Cela contribue à en faire une série où la tactique rapprochée (le marquage) a une grande importance. Lors du contrôle d'un adversaire sur un bord de près, il n'est pas rare d'enchaîner plusieurs dizaines de virements de bord pour maintenir un adversaire dans la « position sans issue » (en arrière et sous le vent).
Les barreurs formés sur Laser sont donc de redoutables tacticiens, agressifs et teigneux, qui ont souvent fait carrière ensuite comme tacticiens ou barreurs dans des épreuves de match-racing (régate sous forme de duels) dont la prestigieuse Coupe de l'America.